# La Ferme (roman)
La Ferme est un roman de Louis Bromfield, publié en 1933 aux États-Unis sous le titre The Farm. 

## Contexte
Écrit avant le retour de Louis Bromfield après des décennies de vie en Europe, le roman reflète les intérêts agraires qui domineront la pensée de l'auteur au cours des deux dernières décennies de sa vie. David Anderson le décrit comme le meilleur travail de Bromfield mais, comme beaucoup d'autres après les premiers succès de l'auteur, trop peu apprécié. « Les critiques injustes du début des années 1930 ont découragé les critiques ultérieurs de regarder son travail de manière claire et cohérente ».

## Résumé
La Ferme retrace, sur plusieurs générations, la vie d'une famille qui possède des terres dans la  Western Reserve, dans l'Ohio. Depuis l'époque du « colonel », le patriarche de la famille MacDougal, qui a acquis la propriété au début du XIXe siècle, jusqu'à l'époque où est écrit le roman, les années 1930, le dernier propriétaire de la famille, Johnny, l'arrière-petit-fils du colonel, Bromfield retrace les interactions entre les MacDougals, leurs voisins, la ville voisine et la terre elle-même.
Tout au long du roman, Bromfield suggère les effets corrosifs d'une économie mercantile et industrielle sur l'idéal jeffersonien (en) d'une société agraire.
Bien que le roman se termine par la vente de la ferme à un promoteur immobilier qui la loue ensuite à des locataires peu attentionnés, la sensibilité de Bromfield pour l'agrarisme s'est incarnée lorsqu'il est retourné aux États-Unis et a fait de la Ferme Malabar (en) un modèle de l'agriculture durable.

## Éditions en anglais
- The Farm, New York, London, Harper & brothers, 1933

## Traduction en français
- La Ferme, avant-propos de Louis Gillet, traduit de l'américain par Mme Albert Guillaume, Paris, Delamain et Boutelleau, 1938

## Critique
- « Alors qu'il vivait à l'étranger en 1932, Bromfield a écrit The Farm, que beaucoup considèrent comme son roman le plus chaleureux. Il y décrit des industriels et des agriculteurs myopes du Midwest américain qui ont pillé sa beauté et sa richesse naturelles, tout en construisant une société basée sur la cupidité et le matérialisme, remplissant l'horizon de cheminées, sapant la spiritualité et l'espoir de l'humanité. On pouvait lire sa profondeur de sentiment dans le livre ; il avait le mal du pays pour son pays idéal, le Midwest, comme il le désirait. C'était un précurseur de tout ce qui allait suivre. »[2]